# Peliococcus unitubulatus
Peliococcus unitubulatus är en insektsart som beskrevs av Borchsenius och Ter-grigorian 1956. Peliococcus unitubulatus ingår i släktet Peliococcus och familjen ullsköldlöss.
Artens utbredningsområde är Armenien. Inga underarter finns listade i Catalogue of Life.